# 江南园林
江南园林是中国园林风格的一种，主要分布在今江苏省、上海市、浙江省。是中国文人私家园林之代表。以南京瞻园、苏州留园、苏州拙政园、无锡寄畅园为“江南四大名园”。
江南园林在立意上，超然出世；在规划布局上，面积较大，主辅对比，建筑陪衬，园景、园宅相对独立，空间多变；建筑装饰上，布局灵活自由，造型轻盈飘逸，装饰淡雅；水面大，曲折有致，多天然水景；体现一种“润、幽、雅”的境界。

## 历史
江南地区自唐宋以来，一直是中国经济、文化首屈一指的地区，亦产生生活优渥的士绅文人群体。文人造园承接唐宋时期山水写意的传统。早在东晋时，南迁中原人士在城市中建造私园，或是在乡野中开辟园圃。唐代，白居易首度用太湖石装点园池，开创后世假山洞壑的传统。自宋以后，江南园林成为中国园林之主流。
明清时步入极盛时期。清代江南造园兴旺，技艺亦精湛高超，尤以苏州、扬州两地为盛，也顺势造就了一批造园匠师。江南造园风格亦得到清代皇家园林的效仿，北京三山五园、承德避暑山庄造园多有意仿照江南风格，营造淡雅朴素的意境。太平天国之乱对江南地区造成严重破坏，繁荣盛况不再，亦造成不少园林陷入荒废。现今留存之江南园林，多是太平天国之乱以后至清末所开辟修缮的。
1997年和2000年，作为江南园林风格的代表，先后有两批共九座园林以苏州古典园林之名义列入世界文化遗产名录。联合国教科文组织世界遗产委员会评价道，没有任何地方比历史名城苏州的九大园林更能体现中国古典园林设计“咫尺之内再造乾坤”的理想，苏州园林被公认是实现这一设计思想的杰作。

## 特点
江南文人多是前半生为官，后半生归隐学道，即所谓“天下有道则现，无道则隐”。如，嘉兴南湖原为明末文人吴昌时的私家园林，供他饮酒观戏作乐。然而他们开辟私园不仅用于休闲作乐，更是表达其个人的审美与志趣，将其为官半生的人生感悟融入造园之中，运用对比、衬托、借景的手法，将山水的诗情画意融入其中。又因为江南地少人多，于是江南的私园，大多是在小空间内造出与自然景色媲美的“以小见大”之景。此外，由于江南私园的主人通常是栖避归隐、颐养天年之人，故而在园林中设置大量用于晚年生活的空间，重视精雕细琢的建筑甚于草木，这种趋势尤在清朝中期以后流行。
江南园林擅于叠石理水，掇石为山。江南太湖盛产奇石，玲珑多姿，如上海豫园玉玲珑、苏州留园冠云峰。亦有采用黄石、宣石。花木众多，布局有法。苏州园林多奇花珍木，如拙政园山茶。花木布局注重章法，忌丛莽一片。以高大乔木遮蔽烈日，植姿态秀丽古朴的树木以供观赏，还擅用终年常绿的竹林衬色。建筑风格淡雅朴素，布局自由。
具体而分，江南各地园林的特点又有不同，如杭州园林注重自然山水，环境交融；苏州园林注重文学和诗意的内涵；南京园林布局更工整端庄，政治意味更加浓重。

## 典例
- 苏州：网师园、沧浪亭、拙政园、留园、艺圃、环秀山庄、耦园、狮子林、怡园、退思园
- 无锡：寄畅园
- 常州：近园
- 常熟：燕园、曾园
- 上海：豫园
- 南京：瞻园、煦园
- 扬州：个园、寄啸山庄、片石山房、小盘谷、匏庐
- 泰州：乔园
- 南通：水绘园
- 杭州：郭庄
- 南浔：小莲庄
- 绍兴：青藤书屋、兰亭
- 宁波：天一阁